# بویز نویز
بویز نویز نام حرفه‌ای الکساندر ریدا، تهیّه‌کننده و دی‌جی موسیقی الکترونیک آلمانی است.